# Ludwik Władysław Łaźniewski
Ludwik Władysław Łaźniewski herbu Pierzchała (zm. w 1757 roku) – chorąży zakroczymski w 1752 roku, stolnik zakroczymski w 1740 roku, cześnik zakroczymski w 1738 roku, chorąży czernihowski w 1727 roku, sędzia wojskowy, marszałek sejmiku przedsejmowego ziemi zakroczymskiej w 1733 roku.